# Kawai Ryuji
Kawai Ryuji (河合 竜二 sinh ngày 14 tháng 7 năm 1978 ở Itabashi, Nhật Bản) là một cầu thủ bóng đá người Nhật Bản hiện tại thi đấu cho Hokkaido Consadole Sapporo.

## Lần đầu tiên ở J-z
- Ra sân: 22 tháng 5 năm 2000. Urawa Red Diamonds 6 vs 0 Omiya Ardija, Sân vận động bóng đá Omiya Park
- Bàn thắng: 2 tháng 4 năm 2005. Yokohama F. Marinos 4 vs 1 Albirex Niigata, Sân vận động bóng đá Nissan

## Thống kê sự nghiệp
Cập nhật đến ngày 23 tháng 2 năm 2018.
| Thành tích câu lạc bộ | Thành tích câu lạc bộ      | Thành tích câu lạc bộ | Giải vô địch | Giải vô địch | Cúp                   | Cúp                   | Cúp Liên đoàn | Cúp Liên đoàn | Châu lục | Châu lục  | Tổng cộng | Tổng cộng |
| Mùa giải              | Câu lạc bộ                 | Giải vô địch          | Số trận      | Bàn thắng    | Số trận               | Bàn thắng             | Số trận       | Bàn thắng     | Số trận  | Bàn thắng | Số trận   | Bàn thắng |
| Nhật Bản              | Nhật Bản                   | Nhật Bản              | Giải vô địch | Giải vô địch | Cúp Hoàng đế Nhật Bản | Cúp Hoàng đế Nhật Bản | Cúp Liên đoàn | Cúp Liên đoàn | AFC      | AFC       | Tổng cộng | Tổng cộng |
| --------------------- | -------------------------- | --------------------- | ------------ | ------------ | --------------------- | --------------------- | ------------- | ------------- | -------- | --------- | --------- | --------- |
| 1997                  | Urawa Red Diamonds         | J. League             | 0            | 0            | 0                     | 0                     | 0             | 0             | -        | -         | 0         | 0         |
| 1998                  | Urawa Red Diamonds         | J. League             | 0            | 0            | 0                     | 0                     | 0             | 0             | -        | -         | 0         | 0         |
| 1999                  | Urawa Red Diamonds         | J1 League             | 0            | 0            | 0                     | 0                     | 0             | 0             | -        | -         | 0         | 0         |
| 2000                  | Urawa Red Diamonds         | J2 League             | 13           | 0            | 2                     | 0                     | 0             | 0             | -        | -         | 15        | 0         |
| 2001                  | Urawa Red Diamonds         | J1 League             | 1            | 0            | 0                     | 0                     | 0             | 0             | -        | -         | 1         | 0         |
| 2002                  | Urawa Red Diamonds         | J1 League             | 0            | 0            | 0                     | 0                     | 0             | 0             | -        | -         | 0         | 0         |
| 2003                  | Yokohama F. Marinos        | J1 League             | 11           | 0            | 3                     | 1                     | 3             | 0             | -        | -         | 17        | 1         |
| 2004                  | Yokohama F. Marinos        | J1 League             | 9            | 0            | 1                     | 0                     | 3             | 0             | 3        | 1         | 16        | 1         |
| 2005                  | Yokohama F. Marinos        | J1 League             | 22           | 1            | 0                     | 0                     | 2             | 0             | 3        | 0         | 27        | 1         |
| 2006                  | Yokohama F. Marinos        | J1 League             | 25           | 1            | 3                     | 0                     | 9             | 0             | -        | -         | 37        | 1         |
| 2007                  | Yokohama F. Marinos        | J1 League             | 33           | 3            | 2                     | 0                     | 7             | 0             | -        | -         | 42        | 3         |
| 2008                  | Yokohama F. Marinos        | J1 League             | 20           | 3            | 3                     | 0                     | 5             | 0             | -        | -         | 28        | 3         |
| 2009                  | Yokohama F. Marinos        | J1 League             | 11           | 0            | 3                     | 0                     | 2             | 0             | -        | -         | 16        | 0         |
| 2010                  | Yokohama F. Marinos        | J1 League             | 14           | 1            | 1                     | 0                     | 3             | 0             | -        | -         | 18        | 1         |
| 2011                  | Hokkaido Consadole Sapporo | J2 League             | 37           | 1            | 0                     | 0                     | -             | -             | -        | -         | 37        | 1         |
| 2012                  | Hokkaido Consadole Sapporo | J1 League             | 25           | 0            | 1                     | 0                     | 1             | 0             | -        | -         | 27        | 0         |
| 2013                  | Hokkaido Consadole Sapporo | J2 League             | 21           | 0            | 1                     | 0                     | -             | -             | -        | -         | 22        | 0         |
| 2014                  | Hokkaido Consadole Sapporo | J2 League             | 31           | 1            | 1                     | 0                     | -             | -             | -        | -         | 32        | 1         |
| 2015                  | Hokkaido Consadole Sapporo | J2 League             | 30           | 0            | 1                     | 0                     | -             | -             | -        | -         | 31        | 0         |
| 2016                  | Hokkaido Consadole Sapporo | J2 League             | 15           | 0            | 2                     | 0                     | -             | -             | -        | -         | 17        | 0         |
| 2017                  | Hokkaido Consadole Sapporo | J1 League             | 20           | 0            | 0                     | 0                     | 5             | 0             | -        | -         | 25        | 0         |
| Tổng cộng sự nghiệp   | Tổng cộng sự nghiệp        | Tổng cộng sự nghiệp   | 338          | 11           | 24                    | 1                     | 40            | 0             | 6        | 1         | 408       | 13        |